# Ventana tectónica

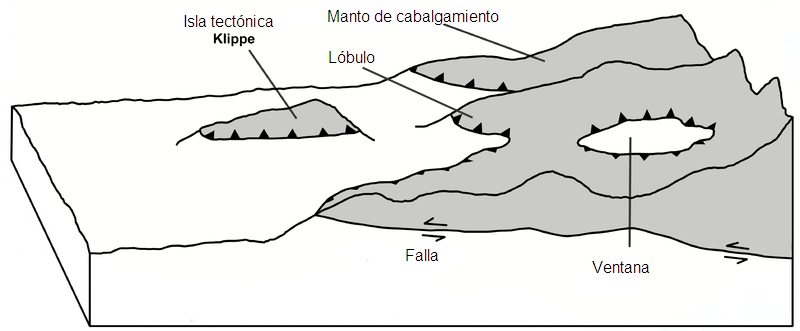
Esquema de un sistema de cabalgamiento mostrando una ventana y una isla tectónicas. El bloque de la pared cabalgante es llamado (cuando tiene proporciones razonables) un manto de corrimiento o nappe. Si se forma un agujero por erosión en el manto de corrimiento se forma una ventana tectónica. Una isla tectónica o klippe es un afloramiento de la "isla" solitaria de material no erosionado en medio del material autóctono de base.

Una ventana tectónica o Fenster, (literalmente "ventana" en alemán) es una estructura geológica formada por la erosión diferencial o por un mecanismo de falla normal en un sistema de cabalgamiento. En tal sistema, la masa rocosa (bloques superiores o cabalgantes) que ha sido transportada por el movimiento a lo largo del cabalgamiento es llamada un manto de corrimiento (nappe). Cuando la erosión o un sistema de fallas normales producen un agujero en el manto de corrimiento o cabalgamiento por el que afloran rocas del material subyacente autóctono (es decir, no transportado) se forma una ventana.
Las ventanas tectónicas pueden ser de casi cualquier tamaño, desde un par de metros a cientos de kilómetros. 

## Semiventanas y lóbulos
Cuando la roca autóctona está parcialmente rodeada por roca alóctona transportada por el cabalgamiento forma una semiventana.
Un lóbulo es una estructura redondeada formada por materiales alóctonos que sobresalen del borde delantero o frente de cabalgamiento.